# Kritéria konvergence řad
Kritéria konvergence jsou v matematice metody testování konvergence, podmíněné konvergence, absolutní konvergence, intervalové konvergence nebo divergence nekonečných řad {\displaystyle \sum _{n=1}^{\infty }a_{n}}.

## Kritéria konvergence
Určení součtu řady a tedy rozhodnutí o konvergenci nebo divergenci bývá často poměrně složité. V mnoha případech je postačující nahradit součet nekonečné řady {\displaystyle s\,} jejím {\displaystyle n\,}-tým částečným součtem {\displaystyle s_{n}\,}. U konvergentních řad se chyba {\displaystyle |s_{n}-s|\,}, které se touto náhradou dopouštíme, s rostoucím {\displaystyle n\,} zmenšuje. U divergentních řad tomu tak ale není. Je tedy důležité umět rozhodnout o konvergenci nebo divergenci dané řady, aniž bychom získali součet řady.
K tomuto účelu můžeme použít buď přímo podmínky konvergence řad, nebo tzv. kritéria konvergence řad.
Kritéria konvergence řad ulehčují rozhodnutí o konvergenci (nebo divergenci) nekonečné řady. Kritérií pro určování konvergence existuje celá řada, přičemž každý řešený případ je nutno posuzovat zvlášť a zvolit vhodné kritérium.

### Srovnávací kritérium
Při srovnávacím (porovnávacím) kritériu uvažujeme dvě řady s nezápornými členy {\displaystyle \sum a_{n},\sum b_{n}}, přičemž pro všechna {\displaystyle n\,} platí {\displaystyle 0\leq a_{n}\leq b_{n}\,}. Řadu {\displaystyle \sum a_{n}} označujeme jako minorantní řadu (minorantu) k řadě {\displaystyle \sum b_{n}} a řadu {\displaystyle \sum b_{n}} jako majorantní řadu (majorantu) k řadě {\displaystyle \sum a_{n}}. Potom platí, že pokud konverguje majoranta, tzn. {\displaystyle \sum b_{n}}, konverguje také minoranta, tedy {\displaystyle \sum a_{n}}. Diverguje-li minoranta {\displaystyle \sum a_{n}}, diverguje také majoranta, tedy {\displaystyle \sum b_{n}}.

### Podílové kritérium
Při podílovém kritériu konverguje řada s kladnými členy {\displaystyle \sum a_{n}} tehdy, existuje-li reálné číslo {\displaystyle 0<q<1} takové, že pro každé {\displaystyle n} platí {\displaystyle {\frac {a_{n+1}}{a_{n}}}\leq q}. Pokud je {\displaystyle {\frac {a_{n+1}}{a_{n}}}\geq 1}, pak řada diverguje.

### Limitní podílové kritérium
Zavedeme-li pro řadu s kladnými členy {\displaystyle \sum a_{n}} veličinu {\displaystyle L=\lim _{n\to \infty }{\frac {a_{n+1}}{a_{n}}}}, pak dostáváme tzv. limitní podílové kritérium konvergence, podle kterého je řada {\displaystyle \sum a_{n}} konvergentní pro {\displaystyle L<1\,}, divergentní pro {\displaystyle L>1\,} a pro {\displaystyle L=1\,} může být konvergentní nebo divergentní.

### Odmocninové kritérium
Při odmocninovém (Cauchyově) kritériu uvažujeme, že řada s kladnými členy {\displaystyle \sum a_{n}} konverguje, pokud existuje reálné číslo {\displaystyle 0\leq q<1} a pro každé {\displaystyle n} platí {\displaystyle {\sqrt[{n}]{a_{n}}}\leq q}. Pro případ {\displaystyle {\sqrt[{n}]{a_{n}}}>1} řada diverguje.

### Limitní odmocninové kritérium
Pokud pro řadu s kladnými členy {\displaystyle \sum a_{n}} zavedeme {\displaystyle K=\lim _{n\to \infty }{\sqrt[{n}]{a_{n}}}}, pak můžeme použít limitní odmocninové kritérium, podle kterého je řada konvergentní pro {\displaystyle K<1\,}, divergentní pro {\displaystyle K>1\,} a pro {\displaystyle K=1\,} může konvergovat nebo divergovat.

### Raabeovo kritérium
Podle Raabeova kritéria je řada s kladnými členy {\displaystyle \sum a_{n}} konvergentní tehdy, pokud existuje takové {\displaystyle r\in \mathbb {R} ,r>1} a takové přirozené číslo {\displaystyle n_{0}\in \mathbb {N} }, že pro všechna {\displaystyle n\geq n_{0}} platí {\displaystyle n\left(1-{\frac {a_{n+1}}{a_{n}}}\right)\geq r>1}.
Jestliže existuje {\displaystyle n_{0}\in \mathbb {N} } takové, že pro všechna {\displaystyle n\geq n_{0}} platí {\displaystyle n\left(1-{\frac {a_{n+1}}{a_{n}}}\right)\leq 1}, pak řada {\displaystyle \sum a_{n}} diverguje.

### Limitní Raabeovo kritérium
Jestliže pro řadu s kladnými členy {\displaystyle \sum a_{n}} zavedeme {\displaystyle M=\lim _{n\to \infty }n\left(1-{\frac {a_{n+1}}{a_{n}}}\right)}, pak na základě limitního Raabeova kritéria určíme, že řada konverguje pro {\displaystyle M>1\,}, diverguje pro {\displaystyle M<1\,} a pro {\displaystyle M=1\,} může konvergovat i divergovat.

### Integrální kritérium
Nechť {\displaystyle \sum a_{n}} je řada s kladnými členy, jejíž členy lze vyjádřit jako {\displaystyle a_{n}=f(n)\,}. Pokud ve funkci {\displaystyle f(n)\,} nahradíme diskrétní proměnnou {\displaystyle n\,} spojitou proměnnou {\displaystyle x\,}, přičemž {\displaystyle f(x)\,} bude spojitou a klesající funkcí na intervalu {\displaystyle \langle 1,+\infty )}, pak podle tzv. integrálního kritéria je řada {\displaystyle \sum a_{n}} konvergentní tehdy, pokud konverguje integrál {\displaystyle \int _{a}^{\infty }f(x)\mathrm {d} x}. Pokud integrál {\displaystyle \int _{a}^{\infty }f(x)\mathrm {d} x} diverguje, pak diverguje také řada {\displaystyle \sum a_{n}}.

### Leibnizovo kritérium
Pro alternující řady, které zapíšeme jako {\displaystyle \sum _{n=1}^{\infty }{(-1)}^{n}a_{n}}, kde {\displaystyle a_{n}\geq 0\,}, lze použít Leibnizovo kritérium. Podle tohoto kritéria konverguje uvedená alternující řada tehdy, pokud existuje {\displaystyle n_{0}} takové, že {\displaystyle a_{n_{0}}>a_{n_{0}+1}>a_{n_{0}+2}>...\,} (tj. od určitého indexu ryze monotónně klesá), a zároveň {\displaystyle \lim _{n\to \infty }a_{n}=0}.

### Gaussovo kritérium
Nechť {\displaystyle (a_{n})\,} je kladná posloupnost, pro niž existují {\displaystyle q,\alpha \in \mathbb {R} }, kladné {\displaystyle \varepsilon } a omezená posloupnost {\displaystyle (c_{n})\,} taková, že pro všechny {\displaystyle n\in \mathbb {N} } platí:
{\displaystyle {\frac {a_{n+1}}{a_{n}}}=q-{\frac {\alpha }{n}}+{\frac {c_{n}}{n^{1+\varepsilon }}}}
- Když {\displaystyle q<1\,} nebo když {\displaystyle q=1\,} a {\displaystyle \alpha >1\,}, pak řada {\displaystyle \sum a_{n}} konverguje.
- Když {\displaystyle q>1\,} nebo když {\displaystyle q=1\,} a {\displaystyle \alpha \leq 1}, pak řada {\displaystyle \sum a_{n}} diverguje.

### Dirichletovo kritérium
Nechť {\displaystyle (a_{n})\,} je reálná posloupnost a {\displaystyle (b_{n})\,} komplexní posloupnost, pro které platí:
- {\displaystyle (a_{n})\,} je od jistého indexu monotonní a {\displaystyle \lim _{n\to \infty }a_{n}=0};
- {\displaystyle (b_{n})\,} má omezenou posloupnost částečných součtů.

Pak řada {\displaystyle \sum a_{n}b_{n}} konverguje.

### Abelovo kritérium
Nechť {\displaystyle (a_{n})\,} je reálná posloupnost a {\displaystyle (b_{n})\,} komplexní posloupnost, pro které platí:
- {\displaystyle (a_{n})\,} je monotonní a omezená;
- {\displaystyle \sum b_{n}} je konvergentní řada.

Pak řada {\displaystyle \sum a_{n}b_{n}} konverguje.
Existuje také verze Abelova kritéria stejnoměrné konvergence pro řady funkcí.

## Příklady
Uvažujme řadu
{\displaystyle (*)\;\;\;\sum _{n=1}^{\infty }{\frac {1}{n^{\alpha }}}.}
Z Cauchyova kondenzačního testu vyplývá, že (*) je konečně konvergentní, jestliže
{\displaystyle (**)\;\;\;\sum _{n=1}^{\infty }2^{n}\left({\frac {1}{2^{n}}}\right)^{\alpha }}
je konečně konvergentní. Protože
{\displaystyle \sum _{n=1}^{\infty }2^{n}\left({\frac {1}{2^{n}}}\right)^{\alpha }=\sum _{n=1}^{\infty }2^{n-n\alpha }=\sum _{n=1}^{\infty }2^{(1-\alpha )n}}
(**) je geometrická řada s kvocientem {\displaystyle 2^{(1-\alpha )}}. (**) je konečně konvergentní, jestliže její kvocient je menší než jedna (jmenovitě {\displaystyle \alpha >1}). Tedy (*) je konečně konvergentní právě tehdy, když {\displaystyle \alpha >1}.

## Konvergence součinů
Většina testů sice zkoumá konvergenci nekonečných řad, ale mohou být také použity pro zjištění konvergence nebo divergence nekonečných součinů. Toho lze dosáhnout použitím následující věty: Nechť {\displaystyle \left\{a_{n}\right\}_{n=1}^{\infty }} je posloupnost kladných čísel. Pak nekonečný součin {\displaystyle \prod _{n=1}^{\infty }(1+a_{n})} konverguje právě tehdy, když konverguje řada {\displaystyle \sum _{n=1}^{\infty }a_{n}}. Dále obdobně, jestliže {\displaystyle 0<a_{n}<1} platí, pak {\displaystyle \prod _{n=1}^{\infty }(1-a_{n})} se blíží nenulové limitě právě tehdy, když konverguje řada {\displaystyle \sum _{n=1}^{\infty }a_{n}}.
Tvrzení lze dokázat aplikací funkce logaritmus na součin a použitím věty o porovnání limit.